# Az HMS Royal Oak elsüllyesztése
Az HMS Royal Oak brit csatahajót a német U–47 tengeralattjáró süllyesztette el 1939. október 14-én a Brit Királyi Haditengerészet Scapa Flow-i bázisán.

## Előzmények
Az HMS Royal Oak korszerűtlen, lassú hajónak számított 1939-ben, olyannak, amely nem vehette fel a versenyt a Kriegsmarine csatahajóival. Mindazonáltal, a skagerraki csata egyik résztvevőjeként, megtestesítette a legyőzhetetlen brit haditengerészetbe vetett hitet. 1939 nyarán a hajó harminc hónapos földközi-tengeri útra készült, amelyet azonban a háborús helyzet miatt elhalasztottak, és az Admiralitás Scapa Flow-ba rendelte a csatahajót.
Scapa Flow a brit flotta védettnek hitt horgonyzóhelye volt, amely az Orkney-szigetek közepén helyezkedett el. 1938-ban azonban egy brit vizsgálat megállapította, hogy Scapa Flow a védelmi intézkedések ellenére is megközelíthető a 100-130 méter széles szorosokon át. A következő év március 15-én a britek elsüllyesztettek egy öreg teherhajót (Seriano), hogy blokkolja a bejutást, de az ezt követő felmérés is azt mutatta, hogy az út nyitva maradt az öbölbe. Ennek ellenére az Admiralitás arra az álláspontra jutott, hogy túl kockázatos vállalkozás lenne egy felszíni hajónak a betörés. Sir William French admirális, az Orkney- és a Shetland-szigetek parancsnoka nem osztotta ezt a véleményt. Egy kis torpedónaszád fedélzetén bejárta a Kirk- és a Skerry-szorost, és arra jutott, hogy egy tengeralattjáró vagy egy romboló bejuthat, amikor nyugodt a víz. Ezért egy újabb hajót (Cape Ortegal) süllyesztettek el a területen. A Kirk-szorosba szánt Lake Neuchatel azonban még a felszínen volt 1939 októberében.
Karl Dönitz admirális személyesen választotta ki az U–47-et és parancsnokát, Günther Prient a Scapa Flow-i akcióra, mivel úgy gondolta, hogy egy sikeres támadás óriási pszichológiai eredménnyel járna, ráadásul hatalmas muníciót szolgáltatna a náci propagandagépezetnek.

## Az akció

A kék nyíl az U–47 behatolását, a lila célra állását, a piros távozását mutatja. A szaggatott vonalak a torpedók útvonalát jelzik

Prien az október 13-áról 14-ére virradó éjszakát választotta ki a támadásra. Pontos, naprakész felderítési adatokból tudta, hol fekszenek az elsüllyesztett hajók a szorosokban. Az U–47 a Kirk-szoroson át, dagályban jutott be Scapa Flow-ba, kevéssel éjfél után. Ötvenegy vízi jármű horgonyzott az öbölben, közöttük 18 hadihajó. A tengeralattjáró először Lyness felé úszott, de ott nem talált megfelelő célpontot, ezért észak felé hajózott tovább, ahol rábukkant az HMS Royal Oakra, az HMS Pegasusra és az HMS Iron Duke-ra.
A búvárhajó első torpedója hajnali 12.58-kor találta el a csatahajót. Két másik mellé ment, egy pedig csütörtököt mondott. A tompa robbanás megzavarta a brit legénységet, nem tudták, hogy mi okozta, tengeralattjáróra azonban nem gyanakodtak. Sokan azt hitték, hogy kisebb robbanás történt a hajón, amellyel a tűzoltóbridádok majd megbirkóznak. A túlélők közül többen azt mondták, hogy a zajra felriadó tengerészek többsége visszafeküdt aludni.
Mintegy 20 perc múlva a németek ismét tüzelő pozícióba manőverezték magukat. Az U–47 három torpedója a csatahajó középső részét találta el. A robbanás nyomán a hajó megdőlt, kialudtak a lámpák, és a jobb oldali, nyitva hagyott nyílásokon és ablakokon beömlött a víz. A második támadás után 13 perccel az HMS Royal Oak az oldalára fordult, és elsüllyedt, az 1219 fős legénységből 834 embert rántva magával. A túlélők a jéghideg vízbe vetették magukat, sokukat az  HMS Daisy 2 kiszolgálóhajó mentette ki.
„Scapa Flow-ban, az angol tengeri haderő kikötőjében halálos nyugalom volt. Az egész öböl ragyogott az északi fényben. Nagyjából másfél órán át cirkáltunk az öbölben, kiválasztottuk a célpontokat, és kilőttük a torpedókat. A következő pillanatban nagy csattanás hallatszott, és a Royal Oak felrobbant. A látvány leírhatatlan volt. Aztán kilopakodtunk, úgy, ahogy bejutottunk, közel az ellenséges őrökhöz, és ők nem láttak minket. Elképzelhető, micsoda izgalmat és örömöt éreztünk amiatt, hogy sikerült teljesítenünk a feladatot, és ilyen hatalmas győzelmet értünk el Németországnak.” – mondta később a filmfelvevőgép előtt Günther Prien.

## Következmények
A német támadás a brit haditengerészet „szívében”, óriási megdöbbenést keltett a szigetországban, a német propaganda pedig alaposan kihasználta a sikert. A britek azonnali vizsgálatot indítottak, amely 11 lehetséges behatolási útvonalat tárt fel. Kiderült az is, hogy a Scapa Flow-ban állomásozó fiatalabb tisztek többször is jelezték aggodalmukat az elégtelen védelem miatt, de a magasabb beosztásúak ezeket félresöpörték. A felelősséget végül French admirális vállalta, akit nyugdíjaztak. Az HMS Royal Oak elsüllyesztése után újabb hajókat süllyesztettek a kis szigetek közé, és 1940-re kiépült a szorosokat lezáró „Churchill-gát”.